# Charles Arnold Been
Charles Arnold Been, kurz Ch. A. Been (* 14. März 1869 in Kopenhagen; † 4. Januar 1914 ebenda) war ein dänischer Kunsthistoriker und Kunstsammler sowie Herausgeber einiger kunsthistorischer Schriften.

## Leben und Werk
Der Sohn des Kaufmanns Jens Frederik Christian Been (1828–1891) und der Georgine Frederikke, geb. Modeweg (ca. 1839–1894) war zeitlebens in Kopenhagen ansässig. Er blieb unverheiratet. Beigesetzt wurde er auf dem Garnisons kirkegåard in Kopenhagen.
Nach dem Abitur an der Borgerdydskolen im Kopenhagener Stadtdistrikt Østerbro bereitete er sich auf das Abschlussexamen in Geschichte vor. Bei finanzieller Unabhängigkeit, aber einem – völlig unbegründeten – Misstrauen gegenüber seinem Wissen, brach er das Studium nach sechs Jahren ab. Aufgewachsen in einem wohlhabenden Zuhause, hatte er sich neben seinem Studium für Kunst und Kunstindustrie interessiert. 1893 nahm er eine Anstellung als Sekretär am neu eröffneten Kopenhagener Kunstindustriemuseum für Kunstdesign, Kunstgewerbe und Gestaltung an, die er 1905 aus gesundheitlichen Gründen kündigte. Ein Angebot des Museumsdirektors Emil Hannover, eine Stelle als Bibliothekar zu übernehmen, lehnte er ab. Für einige Jahre war er künstlerischer Mitarbeiter der Tageszeitung „Berlingske Politiske og Avertissementtidende“, gab diese Position jedoch 1913 auf und lebte seitdem als Privatmann in seinem Haus. Er betrieb kunsthistorische Studien und legte u. a. eine umfangreiche Sammlung dänischer Künstlerporträts an, die er dem Nationalhistorischen Museum Frederiksborg vermachte.
Seine umfangreichen Kenntnisse haben in der dänischen Kunstliteratur – außer in einigen Zeitschriftenbeiträgen – nur wenige Spuren hinterlassen. 1902/03 gab er das biographische Werk „Danmarks Malerkunst“ heraus, zu dem er vor allem das umfangreiche Bildmaterial beitrug. Die kunsthistorische Einführung übernahm auf seinen Wunsch Emil Hannover. 1911 veröffentlichte er aus dem Nachlass des Architekten und Sammlers Jacob Wilhelm Frohne (1832–1909) das Manuskript „Danske Fajancer“.
Been setzte sich unter anderem für den Schutz der Øresundküste nördlich von Kopenhagen ein. Eine Gedenkbank („Beens Baenk“) mit zwei stilisierten Jugendstilköpfen und Sitzfläche aus Eichenholz, gestaltet von Andreas Clemmensen und Anders Bundgaard, wurde 1916 am Strand von Skodsborg aufgestellt.

## Veröffentlichungen
- Danmarks Malerkunst. Billeder og Biografier samlede af Ch. A. Been. Kapitlerne intledede af Emil Hannover. Det Nordiske Forlag, Kopenhagen 1903.
- J. W. Frohne: Danske Fajancer. Historiske Meddelelser om Fajancefabrikker I Danmark og Herfugdømmerene i det 18. Aarhundete. J. H. Schultz 1911.